# Mu (mitološka izgubljena celina)
Mu (tudi Pacifida) je mitološka izgubljena celina, ki jo je predstavil Augustus Le Plongeon (1825–1908), in je »Deželo Mu« enačil z Atlantido. Ime je kasneje z domnevno deželo Lemurijo enačil James M. Churchward, ki je trdil, da je pred uničenjem ležala v Tihem oceanu. Mesto Mu v psevdoznanosti in fantazijski literaturi je podrobno obravnavano v delu Izgubljene celine (Lost Continents, 1954, 1970) Lyona Spraguea de Campa (1907–2000).
Geologi trdijo, da obstoja Mu in izgubljene celine Atlantide nimata dejanske podlage in sta fizično nemogoča, saj celina ne more niti potoniti niti biti uničena v kratkem času, kot je navedeno v legendah, ljudskem izročilu in literaturi o teh krajih. Obstoj celine Mu naj ne bi imel dejanske podlage, tako da njeno pojmovanje in obstoj spadata v področje psevdoznanosti, psevdoarheologije in psevdozgodovine.

## Zgodovina koncepta

### Augustus Le Plongeon
Mitska zamisel o »Deželi Mu« se je prvič pojavila v delih britansko-ameriškega antikvara in fotografa Augustusa Le Plongeona (1825–1908) po njegovih raziskavah majevskih ruševin v mehiški zvezdni državi Yucatán. Trdil je, da je prve izvode Popol Vuha, svete knjige Kičejev, prevedel iz starodavne majevščine v španščino. Trdil je, da je jukatanska civilizacija starejša od starogrške in egipčanske ter pripovedoval zgodbo o še starejši celini.
Le Plongeon je ime »Mu« dobil od francoskega zgodovinarja, etnografa, arheologa in duhovnika Charlesa Étienna Brasseurja de Bourbourga (1814–1874), ki je leta 1864 napačno prevedel tedanji Troanski kodeks (Tro-Cortesianus Codex, sedaj imenovan »Madridski kodeks«) z uporabo de Landove abecede. Brasseur je verjel, da se beseda, ki jo je bral kot Mu, nanaša na deželo, potopljeno med katastrofo. Le Plongeon je to izgubljeno deželo identificiral z Atlantido in jo, po besedah ameriškega kongresnika, pisatelja in psevdoznanstvenika Ignatiusa Loyole Donnellyja (1831–1901) v delu Atlantida: Predpotopni svet (Atlantis: The Antediluvian World, 1882), opredelil kot celino, ki je nekoč obstajala v Atlantskem oceanu:
Na naši poti proti zahodu čez Atlantik bomo zagledali kraj, kjer je nekoč obstajal ponos in življenje oceana, Deželo Mu, ki je v obravnavanemu času še ni obiskal človeški bes, tisti gospodar ognjeniških ognjev, čigar jeze je kasneje postal žrtev. Opis tiste dežele, ki ga je Solonu dal Sonhis, duhovnik v Saisu – njeno uničenje zaradi potresov in potopitev, katero je Platon zapisal v svojem Timaju, je bil že tolikokrat povedan in ponovno povedan, da je neuporabno obremenjevati te strani s ponavljanjem.:§ VI, str. 66
Brasseur je katastrofalen scenarij propada domnevne celine predstavil šele v svoji zadnji publikaciji, delu z naslovom Zgodovinska kronologija Mehičanov (Chronologie historique des Mexicains, 1872). V njem je s sklicevanjem na azteški Kodeks Čimalpopoka (Codex Chimalpopoca) opredelil štiri obdobja svetovnih kataklizm, ki naj bi se začele okoli leta 10.500 pr. n. št. in ki jih je pripisal premikom Zemljine vrtilne osi.
Le Plongeon je trdil, da je civilizacijo starega Egipta, ki je v Alkebulanu/Afriki, ustanovila kraljica Moo, begunka pred propadom dežele. Drugi begunci naj bi pobegnili v Severno Ameriko, Srednjo Ameriko in Južno Ameriko ter postali Maji. Le Plongeon je raziskoval majevske ruševine na Jukatanu in od leta 1875 naprej skupaj z ženo Alice Dixon Le Plongeon (1851–1910) izvedel prva sistematična izkopavanja ostankov Chichen Itze.

### James M. Churchward
Mu, kot alternativno ime za izgubljeno celino v Tihem oceanu, ki je bila prej opredeljena kot domnevna Lemurija (domnevni kraj izvora lemurjev), je kasneje populariziral britanski pisatelj, izumitelj, inženir in ribič James M. Churchward (1851–1936) v nizu knjig, začenši z Izgubljena celina Mu, domovina človeka (Lost Continent of Mu, the Motherland of Man, 1926), ki je bila kasneje ponovno izdana kot Izgubljena celina Mu (The Lost Continent Mu, 1931). Drugi priljubljeni knjigi v nizu sta Otroci Mu (The Children of Mu, 1931) in Sveti simboli Mu (The Sacred Symbols of Mu, 1933).
Churchward je trdil, da se je »pred več kot petdesetimi leti«, ko je bil vojak v Indiji, spoprijateljil z visokim tempeljskim duhovnikom, ki mu je pokazal komplet starodavnih »od Sonca ožganih« glinenih tablic, domnevno v davno izgubljenem »jeziku Naga-Maja«, katerega sta znala brati le še dva človeka v Indiji. Churchward je duhovnika prepričal, naj ga nauči mrtvega jezika in dešifrira tablice, tako da mu je obljubil, da jih bo restavriral in shranil, saj je bil Churchward strokovnjak za ohranjanje starodavnih artefaktov. Tablice so bile napisane bodisi v Burmi bodisi na izgubljeni celini Mu sami, je povedal visoki duhovnik. Ko je Churchward sam obvladal jezik, je ugotovil, da izvirajo iz »kraja, kjer se je [človek] prvič pojavil – Mu«. Izdaja iz leta 1931 navaja, da »vsa znanstvena vsebina v tem delu temelji na prevodih dveh sklopov starodavnih tablic«: glinenih tablic, ki jih je prebral v Indiji, in zbirke 2500 kamnitih tablic, ki jih je škotsko-ameriški mineralog in arheolog William Niven (1850–1937) odkril v Mehiki.:7
Tablice se začnejo z nastankom Zemlje, Mu in superiorne človeške civilizacije Naacal s sedmimi ukazi sedmih superlativnih intelektov sedemglave kače Narajane. Ta zgodba o stvarjenju zavrača teorijo evolucije. Churchward je živo opisal Mu kot dom napredne civilizacije Naacal, ki je cvetela pred 50.000 in 12.000 leti, v njej pa je prevladovala »melanirana/črna rasa«,:48 in je bila »v mnogih pogledih superiorna naši«.:17 Ob svojem propadu, pred približno 12.000 leti, je imela Mu 64 milijonov prebivalcev in sedem večjih mest ter kolonije na drugih celinah. 64 milijonov prebivalcev je bilo ločenih v deset plemen, ki so sledila eni vladi in eni religiji. Pred njim se je na to domnevno prvobitno kulturo skliceval tudi Le Plongeon.
Churchward je trdil, da se kopenska masa Mu nahaja v Tihem oceanu in se razteza proti vzhodu in zahodu od Marijanskega otočja do Velikonočnega otoka ter proti severu in jugu od Havajev do Mangaie v Cookovih otokih. Po Churchwardovem mnenju naj bi bila celina od vzhoda do zahoda dolga 8000 kilometrov, od severa do juga pa več kot 4800 kilometrov, kar je več kot Južna Amerika. Verjeli so, da je celina ravna z ogromnimi ravninami, prostranimi rekami, griči, velikimi zalivi in estuariji. Trdil je, da je bila Mu po mitu o stvarjenju, ki ga je prebral na indijskih tablicah, dvignjena nad morsko gladino zaradi širjenja podzemnih ognjeniških plinov. Sčasoma je bila Mu »popolnoma uničena v skoraj eni sami noči«::44 po nizu potresov in ognjeniških izbruhov je »razbita zemlja padla v to veliko ognjeno brezno« in jo je prekrilo »petdeset milijonov kvadratnih milj vode«.:50 Churchward je trdil, da je bil razlog za uničenje celine v eni noči ta, da je bil glavni mineral na otoku granit in je bil satast, da je ustvaril ogromne plitve komore in votline, napolnjene z zelo eksplozivnimi plini. Ko so bile komore po eksploziji prazne, so se zrušile same vase, zaradi česar se je otok zrušil in pogreznil.
Churchward je trdil, da je bila Mu skupni izvor velikih civilizacij Egipta, Grčije, Srednje Amerike, Indije, Burme in drugih, vključno z Velikonočnim otokom, in da je bila še posebej vir starodavne megalitske arhitekture. Kot dokaz za svoje trditve je navedel simbole z vsega sveta, v katerih je videl skupne teme ptičev, odnos Zemlje in neba ter zlasti Sonca. Trdil je, da se je kralj Mu imenoval Ra Mu, in to povezal z egipčanskim bogom Sonca Rajem in rapanujsko besedo za Sonce, ra’a.:48 Trdil je, da je našel simbole Sonca v »Egiptu, Babiloniji, Peruju in vseh starodavnih deželah in državah – to je bil univerzalni simbol.":138 V domnevnem jeziku Nacaal je bilo 'Rah' ime tako za Sonce kot za njihovega boga in vladarja.
Kot dodaten dokaz za svoje trditve se je Churchward ozrl v Sveto pismo in v lastnih prevodih ugotovil, da je Mojzesa v Egiptu izobraževala bratovščina Naacal. Churchward se je skliceval na ep Ramajana, versko besedilo hindujcev, ki ga pripisujejo modrecu in zgodovinarju Valmikiju. Valmiki je omenil Naacale kot »prišle v Burmo iz dežele svojega rojstva na Vzhodu«, torej iz smeri Tihega oceana.
Churchward je vso megalitsko umetnost v Polineziji pripisal ljudstvu Mu. Trdil je, da so simboli Sonca »upodobljeni na kamnih polinezijskih ruševin«, kot so kamniti klobuki (pukao) na vrhu velikanskih kipov moai z Velikonočnega otoka. Churchward, ki je navedel Williama Judaha Thomsona, je opisal valjaste klobuke kot »krogle«, ki »se v daljavi zdijo rdeče«, in trdil, da »predstavljajo Sonce kot Ra«.:138 Prav tako je napačno trdil, da so nekateri od njih narejeni iz »rdečega peščenjaka«,:89 ki na otoku ne obstaja. Platforme, na katerih počivajo kipi (ahu), je Churchward opisal kot »platformam podobna kopičenja rezanega in obdelanega kamna«, ki naj bi na svojih trenutnih mestih »čakala na odpremo v drug del celine za gradnjo templjev in palač«.:89 Kot primer ročnega dela te izgubljene civilizacije je navedel tudi stebre, »ki so jih postavili Maori z Nove Zelandije«.:158 Po Churchwardovem mnenju sedanji Polinezijci niso potomci prevladujočih članov izgubljene civilizacije Mu, odgovorne za ta velika dela, temveč so potomci preživelih katastrofe, ki je sprejela »prvi kanibalizem in divjaštvo« na svetu.:54
Čeprav so Churchwardove objave in zamisli na temo Mu v znanstvenih krogih naletele na zavrnitev ali nezanimanje in so bile nekritično sprejete le med ezoteričnimi avtorji, je zamisel o potopljenem kopnem v Tihem oceanu in tam živeči starodavni kulturi ostala priljubljena. Že leta 1924 je škotsko-novozelandski univerzitetni profesor John Macmillan Brown (1845–1935), filolog, predlagal, da megalitske strukture na mnogih otokih v tihooceanski regiji predstavljajo jasen dokaz o nekdanjem obstoju starodavne civilizacije in zelo poznega potopljenega kopnega, na katerem se je ta kultura nahajala.

### John Ballou Newbrough
V knjigi Oahspe: Nova Biblija (Oahspe: A New Bible) iz leta 1882 je ameriški zobozdravnik John Ballou Newbrough (1828–1891) vključil zemljevid Zemlje v predpotopnih časih (to je pred velikim potopom, o katerem poročajo svetopisemski zapisi), kjer se v severnem Tihem oceanu nahaja neznana celina. Newbrough je to celino poimenoval Pan. Ljudje pogosto povezujejo Pan in Mu kot isto mitološko celino, saj naj bi se obe nahajali v Tihem oceanu. Newbrough je še naprej trdil, da je neznana celina izginila pred 24.000 leti, vendar se bo kmalu dvignila iz Tihega oceana in jo bo naseljevala rasa Kosmon.:70–71

### Louis Jacolliot
Louis Jacolliot (1837–1890) je bil francoski odvetnik, sodnik, pisatelj in okultist, specializiran za prevajanje sanskrta. V delu Zgodovina devic. Izgubljena ljudstva in celine (Histoire des Vierges. Les Peuples et les continents disparus, 1874) je pisal o deželi Rutas, izgubljeni deželi, za katero so starodavni viri trdili, da je v Indijskem oceanu, on pa jo je postavil v Tihi ocean in jo povezal z zgodbami o Atlantidi. To je podrobneje opisal v delu Okultna znanost v Indiji (Occult Science in India, 1875, angleški prevod 1884). Prepoznan je bil kot eden od sodelavcev rožnokrižarstva.:70

### Onisaburo Deguči
Leta 1922 je japonski prerok in verski voditelj Onisaburo Deguči (1871–1948) v svojem delu Zgodbe duhovnega sveta (霊界物語, Reikai Monogatari) opisal izgubljeno celino z imenom Jomocu-džima (»Otok podzemlja«). Ko je prebral časopisni članek o Churchwardovi raziskavi o otoku Mu, je Mu izenačil z otokom Jomocu v Zgodbah.  V 9. delu Zgodb je navedel, da je bila ta celina dolga 5.000 km (2.700 rijev) in široka 5.741 km (3.100 rijev). V 12. delu in 27. poglavju je zapisal, da se je otok Jomocu zaradi tedanjih večjih potresov pogrezal za 36 do 54 metrov na dan. Podobno je v 13. delu in 2. poglavju zapisal, da je potopitev otoka Jomocu dvignila morsko gladino v Perzijskem zalivu in potopila praktično vsa nizko ležeča obalna območja.

### Sodobne trditve
Angleški dramatik, učitelj in pisatelj James Guy Bramwell (1911–1995) in škotski plemič, trgovski bankir, teozof in ljubiteljski zgodovinar William Scott-Elliot (1849–1929) sta trdila, da so se kataklizmični dogodki na Mu začeli pred 800 tisoč leti:194 in trajali vse do zadnje katastrofe, ki se je zgodila natanko leta 9.564 pr. n. št.:195
Konec 1930-ih se je Mustafa Kemal Atatürk (1881–1938), ustanovitelj republike Turčije, zanimal za Churchwardovo delo in Mu obravnaval kot možno lokacijo prvotne domovine Turkov. Po drugi strani pa po nekaterih mnenjih Atatürkovo zanimanje za celino Mu ni preseglo preučevanja trditev. Kljub predlogom Tahsina Mayatepeka ni videl potrebe po ustanovitvi oddelka za jezik Mu na Fakulteti za jezikoslovje, zgodovino in geografijo Univerze v Ankari. Razmerje med Atatürkom in celino Mu je bilo pretirano, da bi pritegnilo zanimanje za knjige, napisane o celini Mu.
Kasnejši podporniki domneve o Mu, predpostavke o veliki, potopljeni kopnini v Tihem oceanu in tam živeči starodavni kulturi, poudarjajo, da tudi Knjiga Hopijev navaja, da je nekoč v Tihem oceanu obstajala takšna celina, ki jo severnoameriški Hopiji imenujejo Káskara.
Sovjetski kemik in atlantolog Nikolaj Žirov (1903–1970) se je skliceval na Thora Heyerdahla (1914–2002) in omenjal legendo prebivalcev Velikonočnega otoka, po kateri je velikan po imenu Uwoke v izbruhu besa povzročil uničenje velike celine, katere ostanek je Velikonočni otok. Poleg takšnih mitoloških dokazov so v podporo tej domnevi predstavljeni tudi jezikoslovni argumenti – kot je to storil že John Brown. Omenja pa se tudi odkritje približno 9.000 do 7.000 let starih sledi, deloma intenzivnega kmetijstva z obsežnimi kanalskimi sistemi v višavju Nove Gvineje.
Japonski geolog Masaaki Kimura (* 1940) je v zgodnjih 1990-ih predlagal, da so nekatere podvodne značilnosti ob obali otoka Jonaguni v otočju Rjukju na Japonskem (popularno znane kot Spomenik Jonaguni) ruševine Mu.

## Možni ostanki celine
- Rjukju
  - Jonaguni
- Tajvan

- Mikronezija
  - Gvam
  - Marshallovi otoki
  - Karolinsko otočje
    - Senjavinovi otoki
      - Temwen
        - Nan Madol

    - Kosrae
    - Lelu

  - Kiribati
    - Gilbertovi otoki
      - Arorae

  - Feniksovi otoki
    - Kanton

  - Marijansko otočje

- Melanezija
  - Fidži

- Polinezija
  - Havajsko otočje
  - Francoska Polinezija
    - Družbeno otočje
      - Tahiti

    - Markizovo otočje

  - Tonga
    - Niua
      - Niuafoʻou

    - Tongatapu

  - Samoanski otoki
    - Samoa

  - Cookovi otoki
    - Rarotonga
    - Mangaia

  - Velikonočni otok

## Kritika

### Geološki argumenti
Sodobno geološko znanje izključuje »izgubljene celine« kakršne koli večje velikosti. Po teoriji tektonike plošč, ki je bila od 1970-ih obširno potrjena, Zemljino skorjo sestavljajo lažje »sialne« kamnine (celinska skorja, bogata z aluminijevimi silikati), ki plavajo na težjih »simalnih« kamninah (oceanska skorja, bogatejša z magnezijevimi silikati). Siala običajno ni na oceanskem dnu, kjer je skorja debela nekaj kilometrov, medtem ko so celine ogromni trdni bloki, debeli več deset kilometrov. Ker celine plavajo na simi podobno kot ledene gore plavajo na vodi, se celina ne more preprosto »potopiti« pod ocean.
Res je, da lahko premikanje celin in razmikanje morskega dna spremenita obliko in lego celin ter občasno razdelita celino na dva ali več kosov (kot se je zgodilo s Pangeo). Vendar so to zelo počasni procesi, ki se dogajajo v geoloških časovnih lestvicah (stotine milijonov let). V zgodovinskem obdobju (deset tisoč let) se lahko simo pod celinsko skorjo šteje za trdno, celine pa so v osnovi zasidrane na njej. Skoraj gotovo je, da so celine in oceanska dna ohranila svojo sedanjo lego in obliko skozi celotno obdobje človeškega obstoja.
Prav tako ne obstaja možni dogodek, ki bi lahko »uničil« celino, saj bi njena ogromna masa sialnih kamnin morala nekje končati – in na dnu oceanov ni nobene sledi o njej. Tihooceanski otoki niso del potopljene kopenske mase, temveč so vrhovi izoliranih ognjenikov.
To še posebej velja za Velikonočni otok, ki je nedavni ognjeniški vrh, obdan z globokim oceanom (3000 m globoko na 30 km od otoka). Po obisku otoka med letoma 1934 in 1935 je švicarsko-argentinski antropolog, etnolog in borec za človekove pravice Alfred Métraux (1902–1963) opazil, da so platforme moai skoncentrirane vzdolž sedanje obale otoka, kar pomeni, da se je oblika otoka od njihove izgradnje malo spremenila. Poleg tega je »Zmagoslavna cesta«, o kateri je poročal francoski mornariški častnik in romanopisec Pierre Loti (1850–1923), ki poteka od otoka do potopljenih zemljišč spodaj, pravzaprav naravni tok lave. Poleg tega je imel Churchward sicer prav v svoji trditvi, da otok nima peščenjaka ali sedimentnih kamnin, vendar ta točka ni pomembna, saj so vsi pukaoji sestavljeni iz avtohtone ognjeniške skorije.

### Arheološki dokazi
Po pleistocenu so kulture obeh Amerik in starega sveta razvile družbeno kompleksnost neodvisno druga od druge,:62 in pravzaprav sta se kmetijstvo in sedentizem pojavila na več lokacijah po svetu po začetku holocena pred 11.700 leti. Pojav najdišč predkeramičnega neolitika A, kot je Göbekli Tepe, in neolitskih vasi, kot sta Jeriho in Çatalhöyük v Levantu oziroma Anatoliji, je posledica krajevnih procesov kulturne evolucije, ne pa kolonizacije posameznikov od drugod.
Velikonočni otok je bil prvič naseljen okoli leta 300, pukaoji na moaijih pa veljajo za ceremonialna ali tradicionalna pokrivala.
Ameriški arheolog in antropolog Robert Wauchope (1909–1979) je sarkastično pripomnil: »Neki razdraženi antropolog se je spraševal, ali ne bi bilo razumneje domnevati, da te civilizacije niso uničile toliko naravne katastrofe kot morebiten neposreden spopad med vnetimi kolonizatorji Mu in Atlantide.«

## V popularni kulturi